# U-17-Fußball-Europameisterschaft der Frauen 2016
Die neunte U-17-Fußball-Europameisterschaft der Frauen wurde 2016 in Belarus ausgetragen. Es war nach der U-19 EM 2009 das zweite UEFA-Frauenfußballturnier in Belarus. Die Endrunde fand zum dritten Mal mit acht Mannschaften statt. Das Turnier diente gleichzeitig als Qualifikation für die U-17-Fußball-Weltmeisterschaft der Frauen 2016.

## Qualifikation
Die Europameisterschaft wurde in drei Stufen ausgerichtet. In zwei Qualifikationsrunden wurden die sieben weiteren Teilnehmer an der Endrunde ermittelt. Belarus war als Gastgeber automatisch qualifiziert und nahm damit erstmals an der Endrunde teil.
In der ersten Qualifikationsrunde spielten 44 der gemeldeten Mannschaften in elf Gruppen zu je vier Mannschaften die Teilnehmer an der zweiten Qualifikationsrunde aus. Innerhalb jeder Gruppe spielte jede Mannschaft einmal gegen jede andere in Form von Miniturnieren, die an unterschiedlichen Terminen zwischen dem 28. September bis 28. Oktober 2015 ausgetragen wurde. Eine der vier teilnehmenden Mannschaften der jeweiligen Gruppe fungierte als Gastgeber dieses Miniturniers. Ein Sieg wurde mit drei Punkten, ein Unentschieden mit einem Punkt belohnt. Die Gruppenauslosung fand am 19. November 2014 im schweizerischen Nyon, Spielort der früheren Endrunden, statt. Die deutsche Mannschaft (Sieger 2008, 2009, 2012 und 2014) erhielt ebenso wie Frankreich (Weltmeister 2012) ein Freilos für die 2. Runde. Erstmals nahm eine Mannschaft aus Andorra an einem internationalen Frauen-Turnier teil. Die Schweiz spielte in Gruppe 9 in Serbien gegen Serbien, Litauen und Slowenien. Österreich traf in Gruppe 2 in Kasachstan auf Schottland, Kasachstan und Lettland. Die Spiele dieser beiden Gruppen fanden vom 11. bis 16. Oktober 2015 statt.
Die 11 Gruppensieger und Gruppenzweiten qualifizierten sich für die zweite Qualifikationsrunde (Eliterunde).
Die Eliterunde fand im Frühjahr 2016 wieder als Miniturniere in verschiedenen Ländern statt. Die Auslosung dazu erfolgte am 13. November 2015. Dabei wurden die 24 Mannschaften in sechs Gruppen zu je vier Teams aufgeteilt.  Die sechs Gruppensieger und der beste Zweite qualifizierten sich für die Endrunde. Zur Ermittlung des besten Zweiten wurden die Spiele gegen den Gruppenletzten nicht berücksichtigt.
Qualifiziert für die zweite Qualifikationsrunde:
- Deutschland – Freilos
- Frankreich – Freilos
- Irland – Sieger Gruppe 1
- Ukraine – Zweiter Gruppe 1
- Österreich – Sieger Gruppe 2
- Schottland – Zweiter Gruppe 2
- Spanien – Sieger Gruppe 3
- Griechenland – Zweiter Gruppe 3
- England – Sieger Gruppe 4
- Polen – Zweiter Gruppe 4
- Italien – Sieger Gruppe 5
- Nordirland – Zweiter Gruppe 5
- Belgien – Sieger Gruppe 6
- Tschechien – Zweiter Gruppe 6
- Dänemark – Sieger Gruppe 7
- Ungarn – Zweiter Gruppe 7
- Schweden – Sieger Gruppe 8
- Russland – Zweiter Gruppe 8
- Schweiz – Sieger Gruppe 9
- Serbien – Zweiter Gruppe 9
- Norwegen – Sieger Gruppe 10
- Niederlande – Zweiter Gruppe 10
- Finnland – Sieger Gruppe 11
- Island – Zweiter Gruppe 11

Bei der Auslosung wurde Deutschland in Gruppe 1, die vom 19. bis 24. März in Österreich stattfand gelost, und traf dabei zudem auf die Schweiz und Russland.

## Endrunde
Qualifiziert für die Endrunde:
- Belarus – Gastgeber (erste Teilnahme)
- Deutschland – Sieger Gruppe 1
- Spanien – Sieger Gruppe 2
- Tschechien – Sieger Gruppe 3 (erste Teilnahme)
- Italien – Sieger Gruppe 4
- Norwegen – Sieger Gruppe 5
- England – Sieger Gruppe 6
- Serbien – Bester Gruppenzweiter (erste Teilnahme)

Die Auslosung für die Endrunde fand am 6. April 2016 statt, wobei Belarus als Gruppenkopf der Gruppe A gesetzt war. Der Spielplan wurde am 7. April bestätigt.
Die besten drei Mannschaften qualifizierten sich für die U-17-Fußball-Weltmeisterschaft der Frauen 2016, die vom 30. September bis 21. Oktober 2016 in Jordanien stattfinden soll. Deshalb wurde auch der dritte Platz ausgespielt.

### Spielstätten
| Baryssau |

| Minsk |

| Sluzk |

| Schodsina |

| Baryssau |

| Minsk |

| Sluzk |

| Schodsina |

### Vorrunde

#### Gruppe A
| Pl. | Land     | Sp. | S | U | N | Tore    | Diff. | Punkte |
| --- | -------- | --- | - | - | - | ------- | ----- | ------ |
| 1.  | England  | 3   | 3 | 0 | 0 | 019:300 | +16   | 09     |
| 2.  | Norwegen | 3   | 2 | 0 | 1 | 005:300 | +2    | 06     |
| 3.  | Serbien  | 3   | 1 | 0 | 2 | 006:600 | ±0    | 03     |
| 4.  | Belarus  | 3   | 0 | 0 | 3 | 001:190 | −18   | 0      |

|                                                               |   |          |            |
| Mi., 4. Mai 2016 um 15:00 Uhr in Minsk                        |   |          |            |
| Belarus                                                       | – | Serbien  | 1:5 (0:2)  |
| Mi., 4. Mai 2016 um 15:30 Uhr in Schodsina                    |   |          |            |
| England                                                       | – | Norwegen | 3:2 (2:0)  |
| Sa., 7. Mai 2016 um 15:00 Uhr in Baryssau im Haradski-Stadion |   |          |            |
| Serbien                                                       | – | Norwegen | 0:1 (0:0)  |
| Sa., 7. Mai 2016 um 15:00 Uhr in Sluzk                        |   |          |            |
| Belarus                                                       | – | England  | 0:12 (0:7) |
| Di., 10. Mai 2016 um 15:00 Uhr in Sluzk                       |   |          |            |
| Norwegen                                                      | – | Belarus  | 2:0 (2:0)  |
| Di., 10. Mai 2016 um 15:00 Uhr in Minsk                       |   |          |            |
| Serbien                                                       | – | England  | 1:4 (1:0)  |

#### Gruppe B
| Pl. | Land        | Sp. | S | U | N | Tore    | Diff. | Punkte |
| --- | ----------- | --- | - | - | - | ------- | ----- | ------ |
| 1.  | Spanien     | 3   | 2 | 1 | 0 | 006:300 | +3    | 07     |
| 2.  | Deutschland | 3   | 1 | 2 | 0 | 006:200 | +4    | 05     |
| 3.  | Italien     | 3   | 0 | 2 | 1 | 001:300 | −2    | 02     |
| 4.  | Tschechien  | 3   | 0 | 1 | 2 | 000:500 | −5    | 01     |

|                                                                |   |             |           |
| Mi., 4. Mai 2016 um 15:30 Uhr in Baryssau im Haradski-Stadion  |   |             |           |
| Italien                                                        | – | Tschechien  | 0:0       |
| Mi., 4. Mai 2016 um 15:30 Uhr in Sluzk                         |   |             |           |
| Deutschland                                                    | – | Spanien     | 2:2 (0:0) |
| Sa., 7. Mai 2016 um 15:00 Uhr in Minsk                         |   |             |           |
| Tschechien                                                     | – | Spanien     | 0:1 (0:0) |
| Sa., 7. Mai 2016 um 15:00 Uhr in Schodsina                     |   |             |           |
| Italien                                                        | – | Deutschland | 0:0       |
| Di., 10. Mai 2016 um 15:00 Uhr in Schodsina                    |   |             |           |
| Spanien                                                        | – | Italien     | 3:1 (2:0) |
| Di., 10. Mai 2016 um 15:00 Uhr in Baryssau im Haradski-Stadion |   |             |           |
| Tschechien                                                     | – | Deutschland | 0:4 (0:3) |

### Finalrunde

#### Halbfinale
|                                             |   |             |           |
| Fr., 13. Mai 2016 um 13:00 Uhr in Schodsina |   |             |           |
| Spanien                                     | – | Norwegen    | 4:0 (0:0) |
| Fr., 13. Mai 2016 um 18:00 Uhr in Schodsina |   |             |           |
| England                                     | – | Deutschland | 3:4 (1:1) |

#### Spiel um Platz 3
|                                         |   |         |           |
| Mo., 16. Mai 2016 um 14:00 Uhr in Minsk |   |         |           |
| Norwegen                                | – | England | 1:2 (0:1) |

#### Finale
|                                                                  |   |             |                |
| Mo., 16. Mai 2016 um 19:00 Uhr in Baryssau in der Baryssau-Arena |   |             |                |
| Spanien                                                          | – | Deutschland | 0:0, 2:3 i. E. |

## Schiedsrichterinnen
- Ana Aguiar
- Eleni Antoniou
- Tess Olofsson
- Wera Opeikina
- Dimitrina Milkova
- Elwira Nurmustafina

## Beste Torschützinnen
| Rang | Spielerin        | Tore |
| ---- | ---------------- | ---- |
| 1    | Lorena Navarro   | 5    |
|      | Alessia Russo    | 5    |
| 3    | Niamh Charles    | 4    |
|      | Vanessa Ziegler  | 4    |
| 5    | Ellie Brazil     | 3    |
|      | Klara Bühl       | 3    |
|      | Sophie Haug      | 3    |
|      | Hannah Cain      | 3    |
|      | Anna Filbey      | 3    |
| 10   | Miljana Ivanović | 2    |
|      | Marie Müller     | 2    |
|      | Silvia Rubio     | 2    |
|      | Grace Smith      | 2    |
|      | Georgia Stanway  | 2    |
|      | Ella Toone       | 2    |
| 16   | Tanja Pawollek   | 1    |
|      | …                | …    |

Hinzu kommen elf weitere Spielerinnen mit je einem Treffer und ein Eigentor durch  Sophia Kleinherne.
Beste Torschützinnen in Qualifikation und Endrunde wurden gemeinsam  Lorena Navarro und  Alessia Russo mit je 14 Toren.

## Das deutsche Team
Bundestrainerin Anouschka Bernhard nominierte für die Endrunde folgenden Kader:
| Nr. | Spielerin         | Geburtsdatum | Position   | Verein                 |
| --- | ----------------- | ------------ | ---------- | ---------------------- |
| 01  | Leonie Doege      | 20.02.1999   | Tor        | Bayer 04 Leverkusen    |
| 02  | Sarai Linder      | 26.10.1999   | Abwehr     | TSG 1899 Hoffenheim    |
| 03  | Caroline Siems    | 09.05.1999   | Abwehr     | 1. FFC Turbine Potsdam |
| 04  | Sophia Kleinherne | 12.04.2000   | Abwehr     | FSV Gütersloh 2009     |
| 05  | Tanja Pawollek    | 18.01.1999   | Abwehr     | SG Rosenhöhe           |
| 06  | Vanessa Ziegler   | 16.01.1999   | Sturm      | SC Freiburg            |
| 07  | Giulia Gwinn      | 02.07.1999   | Mittelfeld | SC Freiburg            |
| 08  | Kristin Kögel     | 21.09.1999   | Mittelfeld | SV Alberweiler         |
| 09  | Anna-Lena Stolze  | 08.07.2000   | Sturm      | VfL Wolfsburg          |
| 10  | Janina Minge      | 11.06.1999   | Mittelfeld | SC Freiburg            |
| 11  | Marie Müller      | 25.07.2000   | Mittelfeld | SuS Kaiserau           |
| 12  | Tilda Novotny     | 21.11.1999   | Tor        | 1. FC Saarbrücken      |
| 13  | Anna Hausdorff    | 26.04.2000   | Abwehr     | FC Eintracht Bamberg   |
| 14  | Jessica May       | 02.12.1999   | Abwehr     | 1. FC Nürnberg         |
| 15  | Sydney Lohmann    | 19.06.2000   | Mittelfeld | SC Fürstenfeldbruck    |
| 16  | Annalena Rieke    | 10.01.1999   | Mittelfeld | FSV Gütersloh 2009     |
| 17  | Verena Wieder     | 26.06.2000   | Mittelfeld | FC Memmingen           |
| 18  | Klara Bühl        | 07.12.2000   | Sturm      | SC Freiburg            |